# گروه گلداری
گروه گله‌داری (به انگلیسی: Galadari Group) شرکت خوشه‌ای اماراتی است، که در زمینه تجارت و بازرگانی کالا، واردات خودرو و مدیریت نمایشگاه‌های اتومبیل، ارائه خدمات گردشگری و هتل‌داری، توسعه املاک و مستغلات، مدیریت رسانه‌های گروهی، چاپ و انتشار مجلات فعالیت می‌کند.
گروه گله‌داری در سال ۱۹۸۲ توسط برادران گله‌داری (ایرانی‌تبار ساکن امارات) بنام‌های عبداللطیف، قاسم و عبدالرحیم ابراهیم گله‌داری تأسیس شد و در حال حاضر دارای ۱۱ شرکت تابعه، ۳ هتل، بزرگترین شبکه نمایشگاه‌های اتومبیل امارات، چندین مجله و رسانه گروهی، همچنین شبکه گسترده صادرات و واردات می‌باشد. این گروه همچنین نمایندگی انحصاری محصولات شرکت‌های مزدا، ماهیندرا، کوماتسو، اطلس کوپکو و دانکین دوناتس را در امارات دارا می‌باشد.
دفتر مرکزی این شرکت در شهر دوبی، امارات متحده عربی قرار دارد. برادران گلداری با ۱۰ درصد و شرکت سرمایه‌گذاری دبی با در اختیار داشتن ۹۰ درصد از سهام این گروه، مالکان اصلی آن به‌شمار می‌آیند. هم‌اکنون سهیل گلداری ریاست هیئت مدیره گروه گلداری را برعهده دارد.